# Nadine Payeur
Nadine Payeur is een Belgisch voormalig bowler.

## Levensloop
Payeur behaalde goud in het onderdeel 'masters' op de Europese kampioenschappen van 1969 te Kopenhagen. Ook maakte ze er deel uit van het 'Team of five' (voorts samengesteld uit Maria Christiaens, Lea Verstappen, Jacqueline Coudère, Agnes Vandenbergh) dat er brons behaalde.